# Henning Schulzrinne
Henning Schulzrinne est un ingénieur informaticien germano-américain qui a participé à la recherche et au développement des protocoles de réseau de voix sur IP.

## Biographie
Schulzrinne étudie la gestion  de l'ingénierie au département de génie électrique et de technologie de l'information à l'Université de technologie de Darmstadt, où il obtient son Vordiplom,  puis il obtient obtenu son M.Sc. à l'université de Cincinnati et son doctorat à l'université du Massachusetts à Amherst .
De 1992 à 1994, il travaille aux Laboratoires Bell.
De 1994 à 1996, il travaille à Berlin au Forschungs-Institut für Offene Kommunikationssysteme (GMD FOKUS), un institut de la Gesellschaft für Mathematik und Datenverarbeitung (GMD), aujourd'hui disparue, qui est devenue partie intégrante de la Fraunhofer-Gesellschaft sous le nom d'« Institut Fraunhofer pour les systèmes de communication ouverts ». Il rejoint le département d'informatique de l'Université Columbia en 1998 et y occupe les fonctions de président et de professeur titulaire de la chaire Julian Clarence Levi.
Schulzrinne a été coprésident du Comité technique Internet de l'Institute of Electrical and Electronics Engineers. Schulzrinne est rédacteur en chef du Journal of Communications and Networks .

## Contributions
Schulzrinne contribue au développement de  normes pour la voix sur IP (VoIP). Il conçoit, avec Mark Handley, le Real Time Streaming Protocol, le Real-time Transport Protocol, le protocole  général de signalisation  de transport Internet , qui fait partie de la suite de protocoles Next Steps in Signaling. Au 7 mars 2024, ses publications ont été citées plus de 65 000 fois et il a un indice h de 95.

## Responsabilités
Schulzrinne est le directeur de la technologie (CTO) de la Commission fédérale des communications des États-Unis, du 19 décembre 2011 à 2014.

## Distinctions
Schulzrinne est élu membre de l'Association for Computing Machinery (ACM) en 2014 « pour ses contributions à la conception de protocoles, d'applications et d'algorithmes pour le multimédia Internet ».
En 2006, Schulzrinne est nommé membre de l'IEEE « pour ses contributions à la conception de protocoles, d'applications et d'algorithmes pour le multimédia Internet »